# Multimodális szállítás

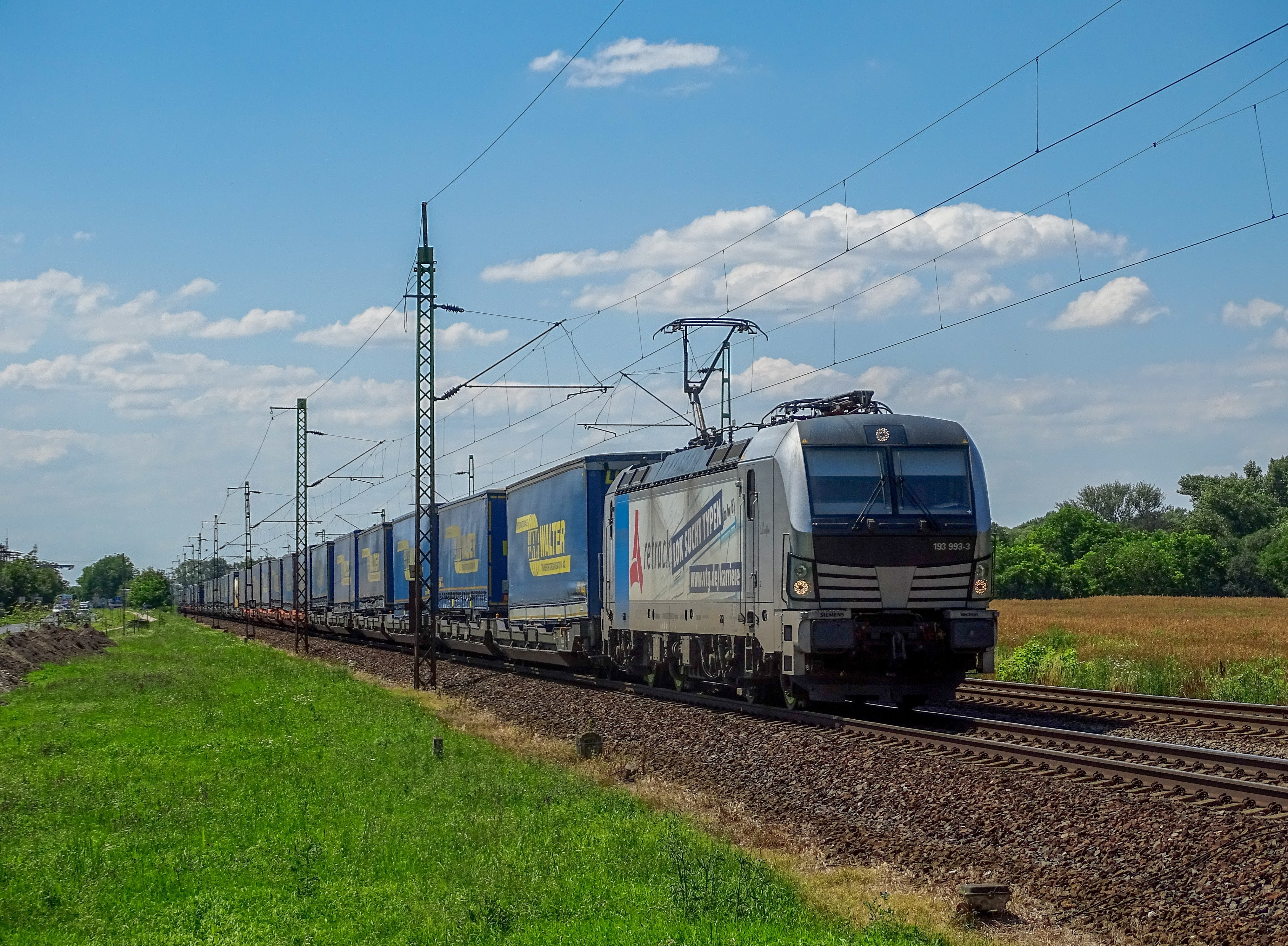
Félpótkocsikat szállító tehervonat

A multimodális szállítás (más néven kombinált fuvarozás) az áruk szállítása egyetlen szerződés keretében, de legalább két különböző fuvarozási móddal; a fuvarozó (jogi értelemben) a teljes fuvarozásért felel, még akkor is, ha azt több különböző fuvarozási móddal (például vasúton, tengeren és közúton) végzik. A fuvarozónak nem kell az összes szállítóeszközzel rendelkeznie, és a gyakorlatban általában nem is rendelkezik; a fuvarozást gyakran alfuvarozók (a jogi nyelvben "tényleges fuvarozóknak" nevezik) végzik. A teljes fuvarozásért felelős fuvarozót multimodális fuvarozónak nevezik.
Az ENSZ nemzetközi multimodális árufuvarozásról szóló egyezményének (Genf, 1980. május 24.) 1.1. cikke (amely csak 12 hónappal 30 ország ratifikálása után lép hatályba; 2019 májusáig mindössze 6 ország ratifikálta a szerződést) a következőképpen határozza meg a multimodális szállítást: "Nemzetközi multimodális fuvarozás": az áruknak legalább két különböző közlekedési móddal, multimodális fuvarozási szerződés alapján történő szállítása az egyik országban lévő olyan helyről, ahol az árut a multimodális fuvarozó veszi át, egy másik országban lévő, szállításra kijelölt helyre."

## Áttekintés
A gyakorlatban a szállítmányozók fontos multimodális fuvarozókká váltak; eltávolodtak a hagyományos feladói ügynöki szerepüktől, és nagyobb felelősséget vállalnak fuvarozóként. A nagy tengeri szállítmányozók szintén multimodális fuvarozókká alakultak; ők úgynevezett háztól-házig szolgáltatást nyújtanak az ügyfeleknek. A tengeri fuvarozó a feladó (általában belföldön található) telephelyéről a címzett (szintén általában belföldön található) telephelyére kínál szállítást, ahelyett, hogy a hagyományos "fogástól fogásig" vagy "mólótól mólóig" szolgáltatást nyújtaná. A tengeri hajóval nem rendelkező, középtávú kereskedelmi célú fuvarozókat (még akkor is, ha a szállítás tengeri szakaszt is tartalmaz) a szokásjog országaiban (különösen az Amerikai Egyesült Államokban) nem hajót üzemeltető fuvarozóknak (Non-Vessel Operating Carriers, NVOC) nevezik.
A multimodális szállítás az 1960-as és 1970-es évek "konténeres forradalmával" összefüggésben alakult ki; 2011-től a konténeres szállítás messze a legfontosabb multimodális szállítmányok. Fontos azonban megjegyezni, hogy a multimodális szállítás nem egyenértékű a konténeres szállítással; a multimodális szállítás megvalósítható bármilyen konténer nélkül is. A multimodális fuvarozó a szállító nevében dolgozik; biztosítja a szállítót (és a vevőt) arról, hogy áruját hatékonyan kezelik és szállítják.

## Kutatás

### A konténer hatása a multimodalizmusra
A multimodális szállítással kapcsolatos kutatásokat számos kormányzati, kereskedelmi és egyetemi központban végzik. Az Egyesült Államok Közlekedési Minisztériumán (USDOT) belül a Kutatási és Innovatív Technológiai Igazgatóság (RITA) elnököl egy ügynökségek közötti kutatási, fejlesztési és technológiai (RD&T) tervezési csoportban. Az országszerte több mint 100 egyetemet tömörítő University Transportation Center (UTC) program multimodális kutatási és oktatási programokat folytat. Az Európai Bizottság a H2020 program keretében jelentős összegeket fektetett be a multimodális kutatásba - erre példa a CORE és a SYNCHRO-NET.

## Jogi szempontok
Jogi szempontból a multimodális közlekedés számos problémát vet fel. Az egymódusú szállításokat jelenleg különböző, gyakran kötelező érvényű nemzetközi egyezmények szabályozzák. Ezek az egyezmények különböző felelősségi alapokat és a fuvarozó felelősségének különböző korlátait írják elő. A probléma megoldására 2011-től az úgynevezett hálózati elv jelentette a megoldást. A hálózati elv szerint a különböző egyezmények változatlanul egymás mellett léteznek; a fuvarozó felelőssége aszerint kerül meghatározásra, hogy hol történt a szerződésszegés (például ha az áru a szállítás során megsérült). Problémák merülnek fel azonban, ha a szerződésszegés rendszerszintű (nem helyi jellegű).